# I Was a Teenage Frankenstein
 I Was a Teenage Frankenstein, in Großbritannien auch einfach Teenage Frankenstein, ist ein amerikanischer Horrorfilm von Herbert L. Strock aus dem Jahr 1957. Hauptdarsteller waren Whit Bissell, Phyllis Coates und Gary Conway. Der Film wurde zu Thanksgiving des Jahres gemeinsam mit dem Horrorfilm Blood of Dracula als Nachfolger des erfolgreichen Films Der Tod hat schwarze Krallen (Originaltitel: I Was a Teenage Werewolf) aus dem gleichen veröffentlicht. Der Film basiert locker auf dem Roman Frankenstein von Mary Shelley als zeitgenössische Adaption an die 1950er Jahre. Die Produktion erfolgte durch das Unternehmen American International Pictures (AIP), die sich seit den 1950er Jahren unter anderem auf B-Movies im Horrorfilmbereich konzentrierte.

## Handlung
Professor Frankenstein, ein Gastdozent aus England, überredet Dr. Karlton, ein unfreiwilliger Komplize bei seinem geheimen Plan zu werden, aus den Teilen verschiedener Leichen einen Menschen zusammenzusetzen. Nachdem er eine jugendliche Leiche aus einem Autowrack geborgen hat, bringt Professor Frankenstein diese in sein Labor, wo er in verschiedenen Schubladen menschliche Ersatzteile aufbewahrt. Der Professor nimmt auch die Hilfe von Margaret, seiner Sekretärin, in Anspruch, um alle Anrufer vom Labor fernzuhalten.
Margaret wird misstrauisch und beschließt, der Sache nachzugehen, und begibt sich in die Leichenhalle. Das Monster, das nach der Transplantation eines neuen Beins und Arms lebendig wurde, versetzt sie in Panik. Sie wagt es nicht, dem Professor von ihrer Entdeckung zu erzählen und schweigt vorerst.
Eines Nachts verlässt das Ungeheuer das Labor und späht in die Wohnung eines Mädchens. Das Mädchen entdeckt den Beobachter und beginnt panisch zu schreien; bei dem Versuch, sie zum Schweigen zu bringen, tötet er sie und flieht. Am nächsten Morgen beginnt die Jagd nach dem Mörder. Margaret ist wütend auf den Professor und sagt ihm, dass sie weiß, dass das Monster für den Mord verantwortlich ist. Der Professor, der kein Risiko eingehen will, lässt sie von dem Monster töten und verfüttert ihre Überreste an seinen Alligator. Dr. Karlton, der aus der Stadt geschickt wurde, weiß nichts davon.
Der Professor begleitet das Monster zu einem Liebespfad, wo es einen Teenager tötet, um dessen Gesicht zu erhalten. Das Gesicht des Jungen wird dem Monster erfolgreich aufgesetzt. Professor Frankenstein erzählt Dr. Karlton von seinen Plänen, seine Schöpfung zu zerstückeln und in verschiedenen Kisten nach England zu verschiffen, um sie dort wieder zusammenzusetzen. Als sie das Monster wieder festschnallen, wird es misstrauisch und reißt sich los. Er wirft Professor Frankenstein in die Alligatorgrube, während Dr. Karlton um Hilfe rufend wegrennt.
Als Dr. Karlton mit der Polizei eintrifft, stößt das Monster vor Schreck mit dem Rücken gegen die elektrische Wählscheibe. Durch die Berührung mit seinen eisernen Handgelenksbändern bekommt es einen Stromschlag, und es fällt tot zu Boden. Karlton sagt der Polizei, dass er nie vergessen wird, wie das Gesicht des Monsters nach dem Unfall aussah.

## Produktion und Hintergrund
Der Vorgänger Der Tod hat schwarze Krallen (Originaltitel: I Was a Teenage Werewolf) war der erste große Erfolg für die Produktionsfirma American International Pictures (AIP), und ein texanischer Aufführer bat das Studio um zwei neue Horrorfilme als Nachfolger, wenn diese bis Thanksgiving fertiggestellt werden könnten. AIP beauftragte Herman Cohen, die Drehbücher für I Was a Teenage Frankenstein und Blood of Dracula zu drehen. Cohen sagte später, dass er beiden Filme in nur vier Wochen geschrieben und vor die Kamera gebracht habe, „so dass [er] bei den Produktionswerten wirklich, wirklich Abstriche machen musste“.
I Was a Teenage Frankenstein wurde in den Ziv Studios in Schwarz-Weiß gedreht, das Ende wurde allerdings in Farbe gefilmt, um einen lebendigen Effekt zu erzielen. Cohen sagt, dass der Alligator, der für den Film „angeheuert“ wurde, vorher von dem Serienmörder Joe Ball dazu benutzt wurde, die Leichen seiner Opfer aus einer kleinen Stadt außerhalb von San Antonio zu entsorgen.
Der Film wurde 1991 auf VHS-Kassette von RCA/Columbia Pictures unter dem verkürzten Titel Teenage Frankenstein veröffentlicht. Dies war auch der ursprüngliche Kinotitel, der verwendet wurde, als der Film in Großbritannien von Anglo-Amalgamated veröffentlicht wurde. Eine deutsche Fassung wurde nicht produziert und es gab keine offizielle Veröffentlichung im deutschsprachigen Raum.

## Rezeption
Als der Film 1958 in die Kinos kam, schrieb der Filmkritiker Richard W. Nason in seiner Rezension für die The New York Times:

„Wenn man jede unmittelbare Verbindung zwischen den Massenmedien und dem Temperament der Kultur außer Acht lässt, dann verdient der Film wenig Aufmerksamkeit... Der von Gary Conway gespielte Automat ist ein Teenager, der aus den Gliedmaßen anderer Teenager zusammengesetzt wurde. Das ist in gewisser Weise abscheulich. Es zwingt einen dazu, den Eindruck zu bestätigen, dass solche Filme die soziale Massenkrankheit, die euphemistisch als ‚Jugendkriminalität‘ bezeichnet wird, verschlimmern können... In diesem speziellen Film gibt es grafische Darstellungen menschlicher Zerstückelungen. Vor einem solchen Akt chirurgischer Perversion sagt die Assistentin des verrückten Arztes: ‚Ich habe keine Lust dazu.‘ Das wäre eine plausible Reaktion für jeden Erwachsenen, der die Schlagzeilen des Tages über die Kriminalität von Jugendlichen gelesen hat.“

Im Jahr 2009 bezeichnete der Filmhistoriker und Kritiker Leonard Maltin I Was a Teenage Frankenstein als „kitschiger Schrott... Wird dem Titel nicht gerecht, lohnt sich nur wegen Bissells unsterblichem Satz ‚Antworte mir! Du hast eine zivile Zunge in deinem Kopf! Ich weiß es - ich habe sie dort eingenäht!‘“. 2018 schrieb der Kritiker und Filmemacher Christopher Stewardson: „Flach inszeniert, statisch gedreht, aber mit genügend pseudowissenschaftlichem Anspruch, um Spaß zu haben, ist ‚I Was a Teenage Frankenstein‘ seltsam unterhaltsam“.
In seinem Sachbuch Danse Macabre beschrieb Stephen King den Film und vor allem seinen Vorgänger Der Tod hat schwarze Krallen als einen der „neuen Jugendfilme“, die [gemeinsam mit Rock ’n’ Roll] über „eine ältere Generation hereinbrachen, die gerade anfing, sich genügend zu entspannen, um ‚ihren Krieg‘ in einen Mythos zu verwandeln, und zwar mit dem unmittelbaren Überraschungseffekt eines Straßenräubers, der aus einer Ligusterhecke hervorspringt.“ Gemeinsam mit der Musik waren sie nach seiner Darstellung allerdings „lediglich Vorbeben eines echten Jugend-Bebens, das noch kommen sollte.“ Das Jahrzehnt sei geprägt gewesen von den Ängsten vor der Jugendkriminalität und einem Typus von aufsässigen Jugendlichen, die von Schauspielern wie Marlon Brando, James Dean und Vic Morrow dargestellt wurden und „darauf warteten, einen anderen Jugendlichen zu verprügeln, […], über ein Mädchen herzufallen, oder möglicherweise einen Hund zu vergewaltigen.“ Für die „Kriegsbabys“ war der Horror der 1950er „weitgehend weltlicher Humor“ und „Miniaturhorror“ für Menschen, „deren Bäuche voll sind“. Zu I Was a Teenage Frankenstein führte er weiter aus, das der von Bissell dargestellte Professor Frankenstein „ein Bösewicht durch und durch“ sei, der „beinahe existenzialistische Höhen der Schurkerei“ erreiche. Zudem seien die körperlichen Makel des von Gary Conway dargestellten Monsters „so schrecklich, dass sie beinahe absurd wirken.“ Er sähe aus wie ein „Highschool-Junge, dessen Akne überall Amok gelaufen ist. Sein Gesicht ist eine Reliefkarte bergigen Terrains, aus dem ein zerschmettertes Auge irre hervorglotzt.“

## Belege
1. 1 2  Attack of the Monster Movie Makers: Herman Cohen, How to Make a Teenage Dracula (Memento vom 27. Februar 2012 im Internet Archive)
2. ↑  Nason, Richard W. (R.W.N.) "Screen and Reality: Movie Review for 'I Was a Teenage Frankenstein'." The New York Times, January 30, 1958: „If you discount any immediate connection between the mass media and the temper of the culture, then the film warrants little attention...The automaton, enacted by Gary Conway, is a teenager assemble[d] from the limbs of other teenagers. This is, in one sense, abhorrent. It forces one to acknowledge the impression that such films may aggravate the mass social sickness euphemistically termed 'juvenile delinquency'...In this particular film, there are graphic displays of human dismemberment. Before one such act of surgical perversion, the mad doctor'[s] assistant says 'I have no stomach for it.' That would be a plausible reaction for any adult who had read the day's headlines about teenage crime.“
3. ↑  Leonard Maltin: Leonard Maltin's Movie Guide 2009. New American Library, New York 2009, S. 701
4. ↑  Christopher Stewardson: I Was a Teenage Frankenstein (1957) In: Our Culture Mag, 14. März 2018; abgerufen am 18. März 2025.
5. ↑  Stephen King: Danse Macabre. Wilhelm Heyne Verlag, München 2010 (Übersetzung von Joachim Körber), ISBN 978-3-453-43573-5, S. 128.
6. ↑  Stephen King: Danse Macabre. Wilhelm Heyne Verlag, München 2010 (Übersetzung von Joachim Körber), ISBN 978-3-453-43573-5, S. 130–132.
7. ↑  Stephen King: Danse Macabre. Wilhelm Heyne Verlag, München 2010 (Übersetzung von Joachim Körber), ISBN 978-3-453-43573-5, S. 136–137.